# Original New Orleans Jazz Band
Die Original New Orleans Jazz Band war eine der ersten Jazzbands des Hot Jazz, die Schallplattenaufnahmen machte. Die Band, die hauptsächlich aus Musikern aus New Orleans bestand, entstand auf Initiative von Jimmy Durante in New York City, wo sie am Ende der 1910er Jahre populär war. 
Einige Musiker des zunächst von Kornettisten Frank Christian geleiteten Quintetts stammten aus der Band von Papa Jack Laine. In der Besetzung folgte die Band der Original Dixieland Jazz Band: Die Frontlinie wurde von Kornett, Klarinette (Achille Baquet) und Posaune (Frank Lhotak bzw. evtl. Miff Mole) gebildet; die Rhythmusgruppe bildeten der Pianist Jimmy Durante und am Schlagzeug Johnny Stein bzw. im März 1919 evtl. Deacon Loyacano.
Die Band war in drei  Aufnahmesitzungen zwischen dem November 1918 und dem März 1919 für die Label Okeh Records und Gennett Records tätig. Weitere Aufnahmen, die für Emerson Records eingespielt wurden, wurden nicht veröffentlicht. Durante, der 1920 die Leitung der Band übernahm, benannte sie um in Jimmy Durante's Jazz Band und machte mit ihr weitere Aufnahmen. Kornettisten waren nun Alfred Laine bzw. Harry Gluck; als Posaunist wechselte Jeff Loyacano ein.